# Elisabeth Moss
Elisabeth Singleton Moss (Kalifornia, Los Angeles, 1982. július 24.–) kétszeres Primetime Emmy- és kétszeres Golden Globe-díjas amerikai színésznő, producer.
Pályafutását az 1990-es évek elején kezdte, első fontosabb szerepe Zoey Bartlet, a sorozatbeli amerikai elnök legfiatalabb lánya volt Az elnök emberei (1999–2006) című drámasorozatban. Ismertséget és kritikai sikert a Mad Men – Reklámőrültek (2007–2015) Peggy Olsonjaként ért el: alakítását egyéb díjak mellett egy Golden Globe- és több Primetime Emmy-jelöléssel méltatták. A tó tükre című 2013-as BBC minisorozat hozta el számára első Golden Globe-díját. 2017 óta A szolgálólány meséje című drámasorozat főszereplője és producere, mellyel újabb Golden Globe-ot és több Primetime Emmy-díjat is megnyert.
Filmes munkásságával is kritikai sikert aratott: fontosabb fő- és mellékszereplései voltak az Észvesztő (1999), a Felhangolva (2010), az Egyetlen szerelmem (2014), A négyzet (2017), a Mi (2019) és A láthatatlan ember (2020) című filmekben.
A színpadi színésznőként is aktív Mosst 2015-ben a The Heidi Chronicles című színdarab női főszereplőjeként jelölték Tony-díjra.

## Fiatalkora
Los Angelesben (Kalifornia) született és nőtt fel, Ron és Linda Moss lányaként, akik mindketten zenészek voltak; édesanyja profi dzsesszzenész és szájharmonikán játszik. Mossnak van egy öccse. Szcientológusként nevelkedett. Édesapja angol származású, anyja részben svéd.
Kezdetben hivatásos táncos akart lenni. Kamaszkorában New Yorkba utazott, hogy balettet tanuljon az Amerikai Balettiskolában, majd Suzanne Farrellnél tanult a washingtoni Kennedy Központban. Tinédzser éveiben folytatta tánctanulmányait, de elkezdett színészi szerepeket is végezni. Annak érdekében, hogy tanulmányait és a színészi karrierjét egyeztetni tudja, sokszor otthon tanult, majd 1999-ben, tizenhat éves korában leérettségizett.

## Magánélete
Mind brit, mind amerikai állampolgársággal rendelkezik.

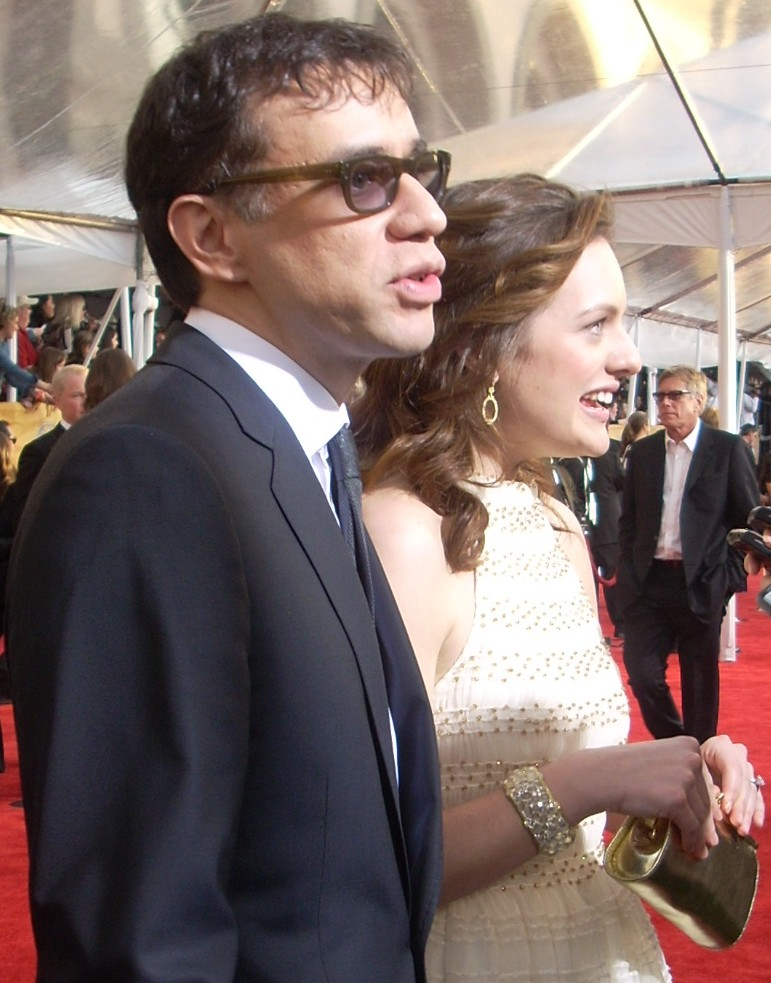
Fred Armisennel 2009-ben

2008 októberében ismerkedett meg Fred Armisennel, majd 2009 januárjában eljegyezték egymást, 2009. október 25-én összeházasodtak a New York-i Long Island Cityben. 2010 júniusában különköltöztek, 2010 szeptemberében Moss beadta a válópert, amelyet 2011. május 13-án véglegesítettek.
Moss gyakorló szcientológus, és feministának vallja magát.

## Filmográfia

### Film
| Év   | Magyar cím                   | Eredeti cím                      | Szerep                     | Magyar hang         |
| ---- | ---------------------------- | -------------------------------- | -------------------------- | ------------------- |
| 1991 | Külvárosi kommandó           | Suburban Commando                | kislány                    |                     |
| 1993 | Volt egyszer egy erdő        | Once Upon a Forest               | Michelle (hangja)          | Molnár Ilona        |
| 1993 |                              | Recycle Rex (rövidfilm)          | ismeretlen szerep (hangja) |                     |
| 1994 | Képzelt bűnök                | Imaginary Crimes                 | Greta Weiler               | Molnár Ilona        |
| 1995 | Fele/más                     | Separate Lives                   | Ronni Beckwith             |                     |
| 1995 | Az utolsó vacsora            | The Last Supper                  | Jenny Tyler                |                     |
| 1997 | Ezer hold                    | A Thousand Acres                 | Linda                      |                     |
| 1998 |                              | Angelmaker (rövidfilm)           | Little Turcott             |                     |
| 1999 |                              | The Joyriders                    | Jodi                       |                     |
| 1999 | Dilidoki                     | Mumford                          | Katie Brockett             | Simonyi Piroska     |
| 1999 | Mindenütt jó                 | Anywhere but Here                | Rachel                     | Csondor Kata        |
| 1999 | Észvesztő                    | Girl, Interrupted                | Polly 'Fáklya' Clark       |                     |
| 2002 | Irány nyugat!                | West of Here                     | Cherise                    |                     |
| 2002 | Kilenc áldozat               | Heart of America                 | Robin Walters              | Böhm Anita          |
| 2003 |                              | Temptation                       | Wind / Morgan              |                     |
| 2003 |                              | Virgin                           | Jessie Reynolds            |                     |
| 2003 | Az eltűntek                  | The Missing                      | Anne                       |                     |
| 2005 |                              | Bittersweet Place                | Paulie Schaffer            |                     |
| 2007 |                              | The Attic                        | Emma Callan                |                     |
| 2007 |                              | They Never Found Her (rövidfilm) | Anna                       |                     |
| 2007 | Nulladik nap                 | Day Zero                         | Patricia                   |                     |
| 2007 |                              | Honored (rövidfilm)              | Katie                      |                     |
| 2008 |                              | El camino                        | Lily                       |                     |
| 2008 |                              | New Orleans, Mon Amour           | Hyde                       |                     |
| 2009 | Hova lettek Morganék?        | Did You Hear About the Morgans?  | Jackie Drake               | Ruttkay Laura       |
| 2010 |                              | A Buddy Story                    | Susan                      |                     |
| 2010 | Felhangolva                  | Get Him to the Greek             | Daphne Binks               | Böhm Anita          |
| 2011 | Zöld lámpás: Smaragd lovagok | Green Lantern: Emerald Knights   | Arisia Rrab (hangja)       | Csuha Borbála       |
| 2011 |                              | Smoking/Non-Smoking              | Diana Whelan               |                     |
| 2012 | Egy drága társ               | Darling Companion                | Grace Winter               | Csuha Borbála       |
| 2012 | Úton                         | On the Road                      | Galatea Dunkel             | Pálmai Anna         |
| 2014 | Hallgass ide, Philip         | Listen Up Philip                 | Ashley                     |                     |
| 2014 | Egyetlen szerelmem           | The One I Love                   | Sophie                     |                     |
| 2015 | Kísértő emlékek              | Queen of Earth                   | Catherine                  |                     |
| 2015 | Lehull az éj                 | Meadowland                       | Shannon                    | Csondor Kata        |
| 2015 | Igazság – A CBS-botrány      | Truth                            | Lucy Scott                 | Mezei Kitty         |
| 2015 |                              | High-Rise                        | Helen Wilder               |                     |
| 2016 |                              | The Free World                   | Doris Lamb                 |                     |
| 2016 | Ütésálló                     | Chuck                            | Phyllis Wepner             |                     |
| 2017 | Pszichiáter a világ ellen    | Mad to Be Normal                 | Angie Wood                 |                     |
| 2017 | A négyzet                    | The Square                       | Anne                       |                     |
| 2018 | Sirály                       | The Seagull                      | Masha                      | Sipos Eszter Anna   |
| 2018 | Úriember revolverrel         | The Old Man & the Gun            | Dorothy                    |                     |
| 2018 |                              | Her Smell                        | Becky Something            |                     |
| 2019 | Életem fénye                 | Light of My Life                 | anya                       |                     |
| 2019 | Mi                           | Us                               | Kitty Tyler                | Ruttkay Laura       |
| 2019 | Mi                           | Us                               | Dahlia                     | nem szólal meg      |
| 2019 | A bűn királynői              | The Kitchen                      | Claire Walsh               | Pálmai Anna         |
| 2020 |                              | Shirley                          | Shirley Jackson            |                     |
| 2020 | A láthatatlan ember          | The Invisible Man                | Cecilia Kass               | Pálmai Anna         |
| 2021 | A Francia Kiadás             | The French Dispatch              | Alumna                     | Mezei Kitty         |
| 2023 | A győztes gól                | Next Goal Wins                   | Gail                       | Ligeti Kovács Judit |

### Televízió
| Év        | Magyar cím                             | Eredeti cím                                     | Szerep                           | Megjegyzések                                                                 |
| --------- | -------------------------------------- | ----------------------------------------------- | -------------------------------- | ---------------------------------------------------------------------------- |
| 1990      |                                        | Bar Girls                                       | Robin                            | tévéfilm                                                                     |
| 1990      | Jackie Collins: Vad játszma            | Lucky Chances                                   | Lucky hatévesen                  | minisorozat (3 epizód)                                                       |
| 1991      |                                        | Prison Stories: Women on the Inside             | Little Molly                     | tévéfilm                                                                     |
| 1991      |                                        | Anything but Love                               | ismeretlen szerep                | 1 epizód                                                                     |
| 1992      | Az éjszaka lánya                       | Midnight's Child                                | Christina                        | - tévéfilm - magyar hangja: - Pekár Adrienn                                  |
| 1992      |                                        | Frosty Returns                                  | Holly DeCarlo (hangja)           | rövidfilm                                                                    |
| 1992      |                                        | It's Spring Training, Charlie Brown             | játékoslány (hangja)             | rövidfilm                                                                    |
| 1992–1995 | Kisvárosi rejtélyek                    | Picket Fences                                   | Cynthia Parks                    | 7 epizód                                                                     |
| 1993      | Batman: A rajzfilmsorozat              | Batman: The Animated Series                     | Kimmy Ventrix (hangja)           | 1 epizód                                                                     |
| 1993      |                                        | Johnny Bago                                     | Agnes                            | 1 epizód                                                                     |
| 1993      | Animánia                               | Animaniacs                                      | Katrina (hangja)                 | 1 epizód                                                                     |
| 1993      |                                        | Gypsy                                           | Baby Louise                      | tévéfilm                                                                     |
| 1995      | A Boszorkány-hegy                      | Escape to Witch Mountain                        | Anna                             | tévéfilm                                                                     |
| 1995      | Freakazoid!                            | Freakazoid!                                     | Kathy / egyéb szereplők hangja   | 2 epizód                                                                     |
| 1999      | Meglepő túszdráma                      | Earthly Possessions                             | Mindy                            | - tévéfilm - magyar hangja: - Majsai-Nyilas Tünde                            |
| 1999–2006 | Az elnök emberei                       | The West Wing                                   | Zoey Bartlet                     | 25 epizód                                                                    |
| 2001      | A ház szelleme                         | Spirit                                          | Kelly                            | - tévéfilm - magyar hangja: - Vadász Bea                                     |
| 2003      | Ügyvédek                               | The Practice                                    | Jessica Palmer                   | 1 epizód                                                                     |
| 2005      | Esküdt ellenségek: Az utolsó szó jogán | Law & Order: Trial by Jury                      | Katie Nevins                     | 1 epizód                                                                     |
| 2005–2006 | Rejtélyek városa                       | Invasion                                        | Christina                        | 5 epizód                                                                     |
| 2006      | Esküdt ellenségek: Bűnös szándék       | Law & Order: Criminal Intent                    | Rebecca Colemar                  | 1 epizód                                                                     |
| 2007      | A Grace klinika                        | Grey's Anatomy                                  | Nina Rogerson                    | 1 epizód                                                                     |
| 2007      | A médium                               | Medium                                          | Haley Heffernan / Jennie         | 1 epizód                                                                     |
| 2007      | Szellemekkel suttogó                   | Ghost Whisperer                                 | Nikki Drake                      | 1 epizód                                                                     |
| 2007–2015 | Mad Men – Reklámőrültek                | Mad Men                                         | Peggy Olson                      | - főszereplő (92 epizód) - magyar hangja: - Pálmai Anna                      |
| 2008      | A félelem maga                         | Fear Itself                                     | Danny Bannerman                  | - 1 epizód - magyar hangja: - Böhm Anita                                     |
| 2008      |                                        | Saturday Night Live                             | Peggy Olson                      | - 1 epizód - (stáblistán nem szerepel)                                       |
| 2009      |                                        | Mercy                                           | Lucy Morton                      | 1 epizód                                                                     |
| 2013–2017 | A tó tükre                             | Top of the Lake                                 | Robin Griffin                    | 12 epizód                                                                    |
| 2013      | A Simpson család                       | The Simpsons                                    | Gretchen (hangja)                | 1 epizód                                                                     |
| 2017–2025 | A szolgálólány meséje                  | The Handmaid's Tale                             | June Osborne / Offred / Ofjoseph | - főszereplő és producer - rendező (3 epizód) - magyar hangja: - Pálmai Anna |
| 2020      |                                        | A West Wing Special to Benefit When We All Vote | önmaga                           | különkiadás                                                                  |
| 2022      | Tündöklő lányok                        | Shining Girls                                   | Kirby Mazrachi                   | - 8 epizód - vezető producer - rendező (2 epizód)                            |

## Fontosabb díjak és jelölések
Négy jelölésből két Golden Globe-, tizennégy jelölésből két Primetime Emmy- és tizenöt jelölésből két Screen Actors Guild-díjat nyert.

## Fordítás
- Ez a szócikk részben vagy egészben  az   Elisabeth Moss című angol Wikipédia-szócikk fordításán alapul.  Az eredeti cikk szerkesztőit annak laptörténete sorolja fel. Ez a jelzés csupán a megfogalmazás eredetét és a szerzői jogokat jelzi, nem szolgál a cikkben szereplő információk forrásmegjelöléseként.